# Waterkeeper Alliance
Waterkeeper Alliance est un réseau mondial d'organisations environnementales fondées en 1999 qui œuvrent à la protection des plans d'eau aux États-Unis et dans le monde. En décembre 2019, le groupe déclare qu'il compte 350 membres dans 46 pays, dont la moitié en dehors des États-Unis ; l'alliance a ajouté 200 groupes au cours des cinq dernières années.

## Historique
En 1983, l'organisation fondatrice Riverkeeper s'est formée autour de la rivière Hudson à New York, en réponse aux eaux usées non traitées et à la pollution industrielle de l'eau qui dégradaient la qualité de l'eau de la rivière. Dans les années 2000, Waterkeeper Alliance, basée à Manhattan, rassemble toutes les organisations Waterkeeper. Le groupe aide à coordonner et à couvrir les problèmes affectant les Waterkeepers qui travaillent à protéger les rivières, les lacs, les baies, les détroits et d'autres plans d'eau à travers le monde. Aux États-Unis, seuls 52 des 180 groupes couvrent les bassins versants à l'ouest du fleuve Mississippi.